# Elatostema perlongifolium
Elatostema perlongifolium är en nässelväxtart som beskrevs av Adolph Daniel Edward Elmer. Elatostema perlongifolium ingår i släktet Elatostema och familjen nässelväxter. Inga underarter finns listade i Catalogue of Life.